# Sport-Verein Werder von 1899 1995-1996
Questa voce raccoglie le informazioni riguardanti lo Sport-Verein Werder von 1899 nelle competizioni ufficiali della stagione 1995-1996.

## Stagione
Nella stagione 1995-1996 il Werder Brema, allenato da Aad de Mos e Dixie Dörner, concluse il campionato di Bundesliga al 9º posto. In Coppa di Germania il Werder Brema fu eliminato agli ottavi di finale dal Norimberga. In Coppa UEFA il Werder Brema fu eliminato agli ottavi di finale dal PSV.

## Rosa
| N. |                           | Ruolo | Calciatore          |
| -- | ------------------------- | ----- | ------------------- |
| 1  | Germania (bandiera)       | P     | Oliver Reck         |
| 2  | Germania (bandiera)       | C     | Heiko Scholz        |
| 3  | Brasile (bandiera)        | D     | Júnior Baiano       |
| 4  | Egitto (bandiera)         | D     | Hany Ramzy          |
| 5  | Germania (bandiera)       | C     | Dieter Eilts        |
| 6  | Germania (bandiera)       | C     | Jens Todt           |
| 7  | Germania (bandiera)       | C     | Mario Basler        |
| 8  | Cecoslovacchia (bandiera) | C     | Miroslav Votava     |
| 9  | Germania (bandiera)       | A     | Bernd Hobsch        |
| 10 | Argentina (bandiera)      | C     | Rodolfo Cardoso     |
| 11 | Germania (bandiera)       | C     | Marco Bode          |
| 12 | Austria (bandiera)        | C     | Heimo Pfeifenberger |
| 13 | Germania (bandiera)       | D     | Andree Wiedener     |
| 14 | Germania (bandiera)       | D     | Michael Schulz      |

| N. |                        | Ruolo | Calciatore            |
| -- | ---------------------- | ----- | --------------------- |
| 15 | Germania (bandiera)    | C     | Thomas Wolter         |
| 16 | Germania (bandiera)    | P     | Hans-Jürgen Gundelach |
| 18 | Germania (bandiera)    | A     | Frank Neubarth        |
| 19 | Germania (bandiera)    | D     | Gunnar Sauer          |
| 20 | Germania (bandiera)    | P     | Frank Rost            |
| 21 | Germania (bandiera)    | C     | Lars Unger            |
| 22 | Russia (bandiera)      | A     | Vladimir Besčastnych  |
| 23 | Paesi Bassi (bandiera) | A     | Arie van Lent         |
| 24 | Germania (bandiera)    | C     | Christian Brand       |
| 25 | Germania (bandiera)    | C     | Mike Barten           |
| 26 | Germania (bandiera)    | P     | Jürgen Rollmann       |
| 27 | Turchia (bandiera)     | A     | Ersan Dogu            |
| 28 | Germania (bandiera)    | A     | Bruno Labbadia        |

## Organigramma societario
Area tecnica
- Allenatore: Dixie Dörner
- Allenatore in seconda: Karl-Heinz Kamp
- Preparatore dei portieri:
- Preparatori atletici:

## Calciomercato

### Sessione estiva
| Acquisti | Acquisti            | Acquisti                | Acquisti |
| R.       | Nome                | da                      | Modalità |
| -------- | ------------------- | ----------------------- | -------- |
| C        | Christian Brand     | Werder Brema II         |          |
| C        | Heimo Pfeifenberger | Salisburgo              |          |
| C        | Jens Todt           | Friburgo                |          |
| C        | Erhan Albayrak      | Werder Brema (juniores) |          |
| C        | Rodolfo Cardoso     | Friburgo                |          |
| A        | Ersan Dogu          | Oberneuland             |          |
| D        | Júnior Baiano       | San Paolo               |          |
| P        | Jürgen Rollmann     | Duisburg                |          |
| C        | Heiko Scholz        | Bayer Leverkusen        |          |
| A        | Arie van Lent       | Werder Brema II         |          |
| A        | Angelo Vier         | Verl                    |          |

| Cessioni | Cessioni       | Cessioni          | Cessioni |
| R.       | Nome           | a                 | Modalità |
| -------- | -------------- | ----------------- | -------- |
| A        | Marinus Bester | Concordia Amburgo |          |
| C        | Andreas Herzog | Bayern Monaco     |          |
| D        | Thomas Schaaf  | Werder Brema II   |          |
| A        | Sven Simonsen  | Osnabrück         |          |

### Sessione invernale
| Acquisti | Acquisti       | Acquisti | Acquisti |
| R.       | Nome           | da       | Modalità |
| -------- | -------------- | -------- | -------- |
| A        | Bruno Labbadia | Colonia  |          |

| Cessioni | Cessioni             | Cessioni          | Cessioni |
| R.       | Nome                 | a                 | Modalità |
| -------- | -------------------- | ----------------- | -------- |
| D        | Dietmar Beiersdorfer | Colonia           |          |
| D        | Ulrich Borowka       | Tasmania Berlino  |          |
| A        | Angelo Vier          | Arminia Bielefeld |          |

## Risultati

### Bundesliga

#### Girone di andata
| Arbitro: | Wagner |

|            |           |          |
| Hobsch 22’ | Marcatori | 2’ Cyroń |

| Arbitro: | Krug |

|                                  |           |                            |
| Breitenreiter 16’, 26’ Spörl 52’ | Marcatori | 32’, 79’ Hobsch 62’ Basler |

| Arbitro: | Werthmann |

|          |           |  |
| Bode 57’ | Marcatori |  |

| Arbitro: | Merk |

|                                         |           |  |
| Meijer 25’ Peschke 54’ (rig.) Wedau 74’ | Marcatori |  |

| Arbitro: | Dardenne |

|                            |           |  |
| Basler 71’ (rig.) Vier 84’ | Marcatori |  |

| Arbitro: | Steinborn |

|  |           |            |
|  | Marcatori | 56’ Basler |

| Arbitro: | Weber |

|           |           |            |
| Basler 7’ | Marcatori | 85’ Wagner |

| Arbitro: | Scheuerer |

|                       |           |                         |
| Sérgio 19’ Völler 71’ | Marcatori | 38’ Basler 72’ Neubarth |

| Arbitro: | Fröhlich |

|                     |           |                      |
| Bode 45’ Hobsch 61’ | Marcatori | 1’ Möller 59’ Berger |

| Arbitro: | Albrecht |

|               |           |  |
| Effenberg 78’ | Marcatori |  |

| Arbitro: | Aust |

|            |           |           |
| Hobsch 34’ | Marcatori | 65’ Hanke |

| Arbitro: | Werthmann |

|           |           |            |
| Bobic 78’ | Marcatori | 69’ Basler |

| Arbitro: | Jansen |

|          |           |            |
| Bode 45’ | Marcatori | 55’ Hagner |

| Arbitro: | Krug |

|                          |           |  |
| Klinsmann 6’ Zickler 86’ | Marcatori |  |

| Arbitro: | Best |

|  |           |                                  |
|  | Marcatori | 33’ (rig.) Beinlich 54’ Weilandt |

| Arbitro: | Buchhart |

|  |           |          |
|  | Marcatori | 88’ Kohn |

| Arbitro: | Steinborn |

|                         |           |            |
| Max 49’ Anderbrügge 83’ | Marcatori | 80’ Baiano |

#### Girone di ritorno
| Arbitro: | Habermann |

|           |           |              |
| Cyroń 57’ | Marcatori | 64’ Labbadia |

| Arbitro: | Weber |

|                       |           |           |
| Scholz 3’ Cardoso 31’ | Marcatori | 18’ Spörl |

| Arbitro: | Casper |

|          |           |            |
| Metz 15’ | Marcatori | 34’ Hobsch |

| Arbitro: | Fröhlich |

|            |           |  |
| Basler 45’ | Marcatori |  |

| Arbitro: | Aust |

|                    |           |                    |
| Winkler 19’ (rig.) | Marcatori | 75’ (rig.) Cardoso |

| Arbitro: | Werthmann |

|  |           |                    |
|  | Marcatori | 53’, 90’ Decheiver |

| Kaiserslautern 23 marzo 1996, ore 15:30 CET 24ª giornata | Kaiserslautern | 0 – 0 referto | Werder Brema | Fritz-Walter-Stadion (37 178 spett.)\| Arbitro: \| Scheuerer \| |
| Arbitro:                                                 | Scheuerer      |               |              |                                                                 |

| Arbitro: | Frey |

|                  |           |               |
| Labbadia 4’, 78’ | Marcatori | 56’ Neuendorf |

| Arbitro: | Steinborn |

|               |           |            |
| Tretschok 14’ | Marcatori | 37’ Baiano |

| Arbitro: | Merk |

|                             |           |  |
| Besčastnych 3’ Labbadia 80’ | Marcatori |  |

| Arbitro: | Berg |

|            |           |                               |
| Gronau 90’ | Marcatori | 45’ Hobsch 51’ (aut.) Trulsen |

| Arbitro: | Jansen |

|                |           |                          |
| Basler 2’, 51’ | Marcatori | 57’ Gilewicz 87’ Oelkuch |

| Arbitro: | Best |

|            |           |  |
| Schupp 58’ | Marcatori |  |

| Arbitro: | Steinborn |

|                          |           |                     |
| Hobsch 42’ Bode 50’, 65’ | Marcatori | 14’, 23’ Kostadinov |

| Arbitro: | Pohlmann |

|                            |           |           |
| Baumgart 53’ Akpoborie 58’ | Marcatori | 77’ Sauer |

| Arbitro: | Fröhlich |

|                   |           |                        |
| Baiano 30’ (aut.) | Marcatori | 66’, 76’ (rig.) Basler |

| Arbitro: | Dardenne |

|            |           |                            |
| Hobsch 37’ | Marcatori | 82’ Wagner 85’ Anderbrügge |

### Coppa di Germania
| Arbitro: | Fleske |

|  |           |                 |
|  | Marcatori | 88’ Besčastnych |

| Arbitro: | Habermann |

|                     |           |                               |
| Hock 16’ Ziemer 64’ | Marcatori | 32’ Bode 38’, 82’ Besčastnych |

| Arbitro: | Krug |

|                                 |           |                           |
| Moore 49’ Kurth 58’ Straube 89’ | Marcatori | 8’ Besčastnych 19’ Basler |

### Coppa UEFA
| Arbitro: | Temmink |

|  |           |                      |
|  | Marcatori | 59’ Cardoso 88’ Vier |

| Arbitro: | Hamer |

|                                                    |           |  |
| Hobsch 26’, 36’, 39’ Basler 37’ (rig.) Borowka 66’ | Marcatori |  |

| Arbitro: | Leduc |

|                                                         |           |  |
| Shtanyuk 52’ (aut.) Basler 64’, 83’ Hobsch 72’ Bode 88’ | Marcatori |  |

| Arbitro: | Fällström |

|                                     |           |          |
| Khatskevich 76’ (rig.) Shukanov 90’ | Marcatori | 26’ Bode |

| Arbitro: | Çakar |

|                             |           |          |
| Ronaldo 9’ (rig.) Nilis 84’ | Marcatori | 55’ Bode |

| Brema 5 dicembre 1995 Ottavi di finale | Werder Brema | 0 – 0 referto | PSV | Weserstadion (25 100 spett.)\| Arbitro: \| Trentalange \| |
| Arbitro:                               | Trentalange  |               |     |                                                           |

## Statistiche

### Statistiche di squadra
| Competizione      | Punti | In casa | In casa | In casa | In casa | In casa | In casa | In trasferta | In trasferta | In trasferta | In trasferta | In trasferta | In trasferta | Totale | Totale | Totale | Totale | Totale | Totale | DR  |
| Competizione      | Punti | G       | V       | N       | P       | Gf      | Gs      | G            | V            | N            | P            | Gf           | Gs           | G      | V      | N      | P      | Gf     | Gs     | DR  |
| ----------------- | ----- | ------- | ------- | ------- | ------- | ------- | ------- | ------------ | ------------ | ------------ | ------------ | ------------ | ------------ | ------ | ------ | ------ | ------ | ------ | ------ | --- |
| Bundesliga        | 44    | 17      | 7       | 6       | 4       | 22      | 19      | 17           | 3            | 8            | 6            | 17           | 23           | 34     | 10     | 14     | 10     | 39     | 42     | -3  |
| Coppa di Germania | -     | 0       | 0       | 0       | 0       | 0       | 0       | 3            | 2            | 0            | 1            | 6            | 5            | 3      | 2      | 0      | 1      | 6      | 5      | +1  |
| Coppa UEFA        | -     | 3       | 2       | 1       | 0       | 10      | 0       | 3            | 1            | 0            | 2            | 4            | 4            | 6      | 3      | 1      | 2      | 14     | 4      | +10 |
| Totale            | 44    | 22      | 10      | 7       | 5       | 36      | 24      | 25           | 8            | 8            | 9            | 31           | 32           | 47     | 18     | 15     | 14     | 67     | 56     | +11 |

### Andamento in campionato
| Giornata  | 1 | 2 | 3 | 4  | 5 | 6 | 7 | 8 | 9 | 10 | 11 | 12 | 13 | 14 | 15 | 16 | 17 | 18 | 19 | 20 | 21 | 22 | 23 | 24 | 25 | 26 | 27 | 28 | 29 | 30 | 31 | 32 | 33 | 34 |
| --------- | - | - | - | -- | - | - | - | - | - | -- | -- | -- | -- | -- | -- | -- | -- | -- | -- | -- | -- | -- | -- | -- | -- | -- | -- | -- | -- | -- | -- | -- | -- | -- |
| Luogo     | C | T | C | T  | C | T | C | T | C | T  | C  | T  | C  | T  | C  | C  | T  | T  | C  | T  | C  | T  | C  | T  | C  | T  | C  | T  | C  | T  | C  | T  | T  | C  |
| Risultato | N | N | V | P  | V | V | N | N | N | P  | N  | N  | N  | P  | P  | P  | P  | N  | V  | N  | V  | N  | P  | N  | V  | N  | V  | V  | N  | P  | V  | P  | V  | P  |
| Posizione | 8 | 7 | 7 | 12 | 6 | 4 | 4 | 5 | 6 | 8  | 7  | 8  | 9  | 10 | 10 | 12 | 15 | 15 | 13 | 13 | 12 | 12 | 13 | 13 | 12 | 13 | 11 | 10 | 10 | 10 | 9  | 9  | 8  | 9  |

Legenda:

Luogo: C = Casa; T = Trasferta. Risultato: V = Vittoria; N = Pareggio; P = Sconfitta.

### Statistiche dei giocatori
| Giocatore       | Bundesliga | Bundesliga | Bundesliga  | Bundesliga | Coppa di Germania | Coppa di Germania | Coppa di Germania | Coppa di Germania | Coppa UEFA | Coppa UEFA | Coppa UEFA  | Coppa UEFA | Totale   | Totale | Totale      | Totale     |
| Giocatore       | Presenze   | Reti       | Ammonizioni | Espulsioni | Presenze          | Reti              | Ammonizioni       | Espulsioni        | Presenze   | Reti       | Ammonizioni | Espulsioni | Presenze | Reti   | Ammonizioni | Espulsioni |
| --------------- | ---------- | ---------- | ----------- | ---------- | ----------------- | ----------------- | ----------------- | ----------------- | ---------- | ---------- | ----------- | ---------- | -------- | ------ | ----------- | ---------- |
| E. Albayrak     | 2          | 0          | 1           | 0          | 0                 | 0                 | 0                 | 0                 | 1          | 0          | 0           | 0          | 3        | 0      | 1           | 0          |
| J. Baiano       | 32         | 2          | 6           | 1          | 3                 | 0                 | 2                 | 0                 | 5          | 0          | 0           | 0          | 40       | 2      | 8           | 1          |
| M. Barten       | 0          | 0          | 0           | 0          | 0                 | 0                 | 0                 | 0                 | 0          | 0          | 0           | 0          | 0        | 0      | 0           | 0          |
| M. Basler       | 30         | 11         | 7           | 0          | 3                 | 1                 | 1                 | 0                 | 5          | 3          | 0           | 0          | 38       | 15     | 8           | 0          |
| D. Beiersdorfer | 3          | 0          | 0           | 0          | 1                 | 0                 | 0                 | 0                 | 2          | 0          | 1           | 0          | 6        | 0      | 1           | 0          |
| V. Besčastnych  | 24         | 1          | 3           | 0          | 3                 | 4                 | 1                 | 0                 | 3          | 0          | 0           | 0          | 30       | 5      | 4           | 0          |
| M. Bode         | 34         | 5          | 1           | 0          | 3                 | 1                 | 1                 | 0                 | 6          | 3          | 0           | 0          | 43       | 9      | 2           | 0          |
| U. Borowka      | 10         | 0          | 1           | 0          | 2                 | 0                 | 1                 | 0                 | 5          | 1          | 1           | 0          | 17       | 1      | 3           | 0          |
| R. Cardoso      | 24         | 2          | 3           | 0          | 1                 | 0                 | 0                 | 0                 | 4          | 1          | 1           | 0          | 29       | 3      | 4           | 0          |
| E. Dogu         | 5          | 0          | 0           | 0          | 0                 | 0                 | 0                 | 0                 | 0          | 0          | 0           | 0          | 5        | 0      | 0           | 0          |
| D. Eilts        | 32         | 0          | 8           | 0          | 3                 | 0                 | 0                 | 0                 | 5          | 0          | 1           | 0          | 40       | 0      | 9           | 0          |
| H. Gundelach    | 0          | 0          | 0           | 0          | 0                 | 0                 | 0                 | 0                 | 0          | 0          | 0           | 0          | 0        | 0      | 0           | 0          |
| B. Hobsch       | 30         | 9          | 3           | 1          | 2                 | 0                 | 0                 | 0                 | 4          | 4          | 1           | 0          | 36       | 13     | 4           | 1          |
| B. Labbadia     | 13         | 4          | 2           | 0          | 0                 | 0                 | 0                 | 0                 | 0          | 0          | 0           | 0          | 13       | 4      | 2           | 0          |
| F. Neubarth     | 15         | 1          | 6           | 0          | 2                 | 0                 | 0                 | 0                 | 4          | 0          | 1           | 0          | 21       | 1      | 7           | 0          |
| H. Ramzy        | 22         | 0          | 7           | 0          | 0                 | 0                 | 0                 | 0                 | 3          | 0          | 1           | 0          | 25       | 0      | 8           | 0          |
| O. Reck         | 20         | 0          | 0           | 0          | 1                 | 0                 | 0                 | 0                 | 2          | 0          | 0           | 0          | 23       | 0      | 0           | 0          |
| J. Rollmann     | 0          | 0          | 0           | 0          | 0                 | 0                 | 0                 | 0                 | 0          | 0          | 0           | 0          | 0        | 0      | 0           | 0          |
| F. Rost         | 15         | 0          | 0           | 0          | 2                 | 0                 | 0                 | 0                 | 4          | 0          | 1           | 0          | 21       | 0      | 1           | 0          |
| G. Sauer        | 3          | 1          | 1           | 0          | 0                 | 0                 | 0                 | 0                 | 0          | 0          | 0           | 0          | 3        | 1      | 1           | 0          |
| H. Scholz       | 30         | 1          | 4           | 0          | 3                 | 0                 | 0                 | 0                 | 4          | 0          | 0           | 0          | 37       | 1      | 4           | 0          |
| M. Schulz       | 13         | 0          | 6           | 0          | 1                 | 0                 | 0                 | 0                 | 3          | 0          | 2           | 0          | 17       | 0      | 8           | 0          |
| L. Unger        | 3          | 0          | 1           | 0          | 0                 | 0                 | 0                 | 0                 | 1          | 0          | 0           | 0          | 4        | 0      | 1           | 0          |
| A. Vier         | 11         | 1          | 1           | 0          | 2                 | 0                 | 0                 | 0                 | 5          | 1          | 0           | 0          | 18       | 2      | 1           | 0          |
| M. Votava       | 28         | 0          | 4           | 0          | 3                 | 0                 | 1                 | 0                 | 6          | 0          | 0           | 0          | 37       | 0      | 5           | 0          |
| A. Wiedener     | 25         | 0          | 3           | 0          | 3                 | 0                 | 0                 | 0                 | 6          | 0          | 1           | 0          | 34       | 0      | 4           | 0          |
| T. Wolter       | 23         | 0          | 3           | 0          | 2                 | 0                 | 1                 | 0                 | 2          | 0          | 0           | 0          | 27       | 0      | 4           | 0          |
| A. van Lent     | 1          | 0          | 0           | 0          | 0                 | 0                 | 0                 | 0                 | 0          | 0          | 0           | 0          | 1        | 0      | 0           | 0          |